# Conselheiro Mairinck
Conselheiro Mairinck ist ein brasilianisches Munizip im Nordosten des Bundesstaats Paraná. Es hat 3461 Einwohner (2022), die sich Mairinquenser nennen. Seine Fläche beträgt 205 km². Es liegt 497 Meter über dem Meeresspiegel.

## Etymologie
Der Name stammt von Francisco de Paula Mayrink, einem brasilianischen Bankier, Unternehmer und Politiker und Conselheiro (Mitglied des brasilianischen Staatsrats) im 19. Jahrhundert. Er war Grundeigentümer der Flächen des heutigen Munizips.

## Geschichte

### Besiedlung
Die Gemeinde entstand aus dem Patrimônio da Maria Souza, das an den Ufern eines kleinen Baches lag, der später Ribeirão Vermelho (Roter Bach) genannt wurde. Die ursprüngliche Siedlung erhielt diesen Namen im Jahr 1925, als sich eine ältere Witwe namens Maria Souza in Begleitung ihres Sohnes João de Souza auf dem Land in dieser Gegend niederließ und dort die erste Bauernhütte errichtete. 
Diese Ländereien reichten bis zum Rio das Cinzas. Ihr Besitzer war der bekannte Conselheiro Francisco de Paula Mairinck, der diese Ländereien aus dem großen Besitz der Familie Azevedo gekauft hatte. 
In den 1930er Jahren schenkte der bischöfliche Stuhl von Jacarezinho aus dem Nachlass von Maria José Paranhois Mairinck dem Patrimonium eine Fläche von 6080 m² für den Bau der Kirche.

### Erhebung zum Munizip
Conselheiro Mairinck wurde durch das Staatsgesetz Nr. 4245 vom 28. Juli 1960 aus Jaboti ausgegliedert und in den Rang eines Munizips erhoben. Es wurde am 14. September 1960 als Munizip installiert.

## Geografie

### Fläche und Lage
Conselheiro Mairinck liegt auf dem Segundo Planalto Paranaense (der Zweiten oder Ponta-Grossa-Hochebene von Paraná). Seine Fläche beträgt 205 km². Es liegt auf einer Höhe von 497 Metern.

### Vegetation
Das Biom von Conselheiro Mairinck ist Mata Atlântica.

### Klima
Das Klima ist gemäßigt warm. Es werden hohe Niederschlagsmengen verzeichnet (1424 mm pro Jahr). Die Klimaklassifikation nach Köppen und Geiger lautet Cfa. Im Jahresdurchschnitt liegt die Temperatur bei 21,0 °C.

### Gewässer
Conselheiro Mairinck liegt im Einzugsgebiet des Rio das Cinzas, der die östliche Grenze des Munizips bildet.

### Straßen
Conselheiro Mairinck liegt an der BR-153 zwischen Ibaiti im Süden und Santo Antônio da Platina im Norden.

### Nachbarmunizipien
| Jundiaí do Sul |                                             |                     |
|                | Kompassrose, die auf Nachbargemeinden zeigt | Guapirama           |
|                | Japira                                      | Jaboti und Tomazina |

## Stadtverwaltung
Bürgermeister: Alex Sandro Pereira Costa Domingues, PSD (2021–2024)
Vizebürgermeisterin: Maria das Graças Nascimento de Siqueira, DEM (2021–2024)

## Demografie

### Bevölkerungsentwicklung
| Jahr | Einwohner | Stadt | Land |
| ---- | --------- | ----- | ---- |
| 1970 | 6.551     | 14 %  | 86 % |
| 1980 | 3.718     | 40 %  | 60 % |
| 1991 | 3.493     | 64 %  | 36 % |
| 2000 | 3.463     | 69 %  | 31 % |
| 2010 | 3.636     | 69 %  | 31 % |
| 2022 | 3.461     |       |      |

Quelle: IBGE (2011)

### Ethnische Zusammensetzung
| Gruppe * | 1991    | 2000    | 2010    | wer sich als …                                                                   |
| --- | ------- | ------- | ------- | -------------------------------------------------------------------------------- |
| Weiße | 67,0 %  | 74,2 %  | 64,6 %  | weiß bezeichnet                                                                  |
| Schwarze | 0,6 %   | 2,5 %   | 4,8 %   | schwarz bezeichnet                                                               |
| Gelbe | 0,0 %   | 0,4 %   | 0,8 %   | von fernöstlicher Herkunft wie japanisch, chinesisch, koreanisch etc. bezeichnet |
| Braune | 32,5 %  | 22,6 %  | 29,5 %  | braun oder als Mischung aus mehreren Gruppen bezeichnet                          |
| Indigene | 0,0 %   | 0,0 %   | 0,2 %   | Ureinwohner oder Indio bezeichnet                                                |
| ohne Angabe | 0,0 %   | 0,2 %   | 0,0 %   |                                                                                  |
| Gesamt | 100,0 % | 100,0 % | 100,0 % |                                                                                  |
| *) Das IBGE verwendet für Volkszählungen ausschließlich diese fünf Gruppen. Es verzichtet bewusst auf Erläuterungen. Die Zugehörigkeit wird vom Einwohner selbst festgelegt. |         |         |         |                                                                                  |

Quelle: IBGE (Stand: 1991, 2000 und 2010)